# 西代神社
西代神社（正式には「にしんだいじんじゃ」、通称「にしだいじんじゃ」）は、大阪府河内長野市にある神社。旧社格は村社。

## 祭神
- 国常立尊(くにのとこたちのみこと)
- 素盞嗚尊
- 足仲彦命（仲哀天皇）
- 息長足比売姫命（神功皇后）
- 品陀別命（応神天皇）
- 武内宿禰命
- 菅原道真公

## 歴史
創建年は不詳であるが、南北朝時代に南側の諸将に崇敬されていた神社である。江戸時代には西代大明神といわれていたが、明治時代に名前を西代神社に改め、村社に列する。明治末期に近隣の神社を合祀して現在の祭神となった。かつては旧河内西代藩陣屋が隣接していたが現存していない。付近には登録有形文化財の河内長野市立武道館がある。

## 神事
毎年10月には西代神楽が行われる。伊勢神楽系統の代表的なものとして計10の演目からなり、宵宮に地車と神輿が宮入した後に奉納されている。1732年（享保17年）に西代藩主であった本多忠統が西代藩陣屋から伊勢神戸藩に転封された際に、その徳を偲んで奉納したのが始まりと伝えられている。

## 現地情報
所在地
- 大阪府河内長野市西代町16-5

交通アクセス
- 最寄駅：近鉄南大阪線河内長野駅下車後、徒歩約10分（西へ約800m）